# Hrkanje
Hŕkanje (angl. huffing) je tehnika čiščenja dihalnih poti pri bolnikih s cistično fibrozo. Gre za ekspiratorno tehniko s forsiranim izdihom z odprtim glotisom ter sočasnim izgovarjanjem črke H. Hrkanje se izvaja podobno kot kašljanje, vendar z manjšo silo.

## Namen
Namenjen je čiščenje dihalnih poti. S pomočjo hrkanja bolnik pomaga sluzi preiti iz dihalnih poti ali vsaj premakniti sluz iz spodnjih v zgornje dihalne poti, od koder jo lažje izkašlja.

## Postopek
Hrkanje ne sme biti nasilno. Bolnik ga izvaja, dokler se pljuča ne očistijo oziroma dokler bolnik ne potrebuje počitka. Običajno traja od 10 do 30 minut. Izvaja se po naslednjem postopku:

1. Bolnik sede vzravnano, roke namesti v položaj k medialni ravnini, s kotom v ramenskem 
sklepu 90 ° in z upognjenimi komolci v kotu 90 °.

2. Počasi in globoko vdihne skozi nos in zadrži zrak približno 3 sekunde.

3. Sledi izdih s hkratnim pomikom rok k telesu in izgovarjanjem črke H. 